# Ivan Santini
Ivan Santini (Zadar, 21 mei 1989) is een Kroatische spits die sinds juli 2019 bij Jiangsu Suning speelt.

## Biografie
Santini begon zijn jeugdjaren bij de plaatselijke club NK Zadar.
In de seizoenen 2006-2008 speelde hij voor het Oostenrijkse Red Bull Salzburg. Hij speelde er bij de beloften. Hij speelde er meer dan 30 wedstrijden en scoorde er vaak. Het jaar erop vertrok hij richting Duitsland, nadat hij doorgestuurd werd bij Standard Luik. Hij tekende toen bij de tweedeklasser FC Ingolstadt. Hij speelde echter niet veel en ging terug naar zijn thuisland. Hij kreeg een contract van 3 jaar bij NK Zadar, zijn jeugdploeg. Daar kreeg hij wel veel kansen en vond hij makkelijk de weg naar doel. Hij maakte 25 doelpunten in anderhalf seizoen.
In het seizoen 2012-2013 werd hij uitgeleend aan de Duitse eersteklasser SC Freiburg. De club eindigde verrassend op de 5e plaats. Santini kreeg enkele invalbeurten, maar de concurrentie was hoog.  Naar het einde van de competitie kreeg hij meer kansen. Freiburg wilde het jonge talent graag houden, maar Santini wilde meer spelen.
Op aanraden van Mario Stanić tekende Ivan voor 3 seizoenen bij KV Kortrijk.  Na een kleine blessure trainde hij de week voor de openingswedstrijd terug mee met de ploeg. Hij was niet fit genoeg voor een basisplaats, maar mocht toch invallen in de 66e minuut voor Teddy Chevalier tegen OH Leuven. Hij maakte in de 85e minuut de 1-0, dat tevens de winnende goal was. Op vrijdag 9 augustus scoorde Santini een hattrick tegen Sporting Lokeren. Op 6 oktober 2013 won KV Kortrijk met 1-0 van RSC Anderlecht, dankzij Santini. In de laatste seconden van de extra tijd in de eerste helft van de wedstrijd, maakte Santini de enige en winnende goal van de wedstrijd, op assistentie van Stijn De Smet. Op de lijst van topscorers van de Jupiler Pro League deelde Santini toen de tweede plaats met Michy Batshuayi. Na de wedstrijd tegen RSC Anderlecht maakte Santini in de volgende wedstrijd tegen Club Brugge drie goals. In de tweeëntwintigste minuut van de wedstrijd scoorde Santini een penalty. Vervolgens scoorde Santini de 3-1 voor KV Kortrijk met een hattrick in de vijfenzestigste minuut. Zijn laatste goal van de wedstrijd was eveneens een penalty in de blessuretijd, wat zorgde voor een 4-1 winst voor KV Kortrijk. Daardoor stond Santini op de eerste plaats op de lijst van topscorers van de Jupiler Pro League. In februari 2015 scoorde de Kroaat vier goals in de 27e speelronde van de competitie tegen KVC Westerlo. Santini werd dertien minuten voor het eindsignaal gewisseld.
Santini debuteerde voor Kroatië in de vriendschappelijke wedstrijd tegen Mexico in mei 2017. De Kroaten wonnen met zes debutanten in de ploeg met 1-2 van de El Tri in het Los Angeles Memorial Coliseum.
In juli 2018 tekende Santini een contract bij RSC Anderlecht op 29-jarige leeftijd. Zijn officieel debuut volgde op de eerste speeldag van reguliere seizoen 2018–19, tegen KV Kortrijk. Santini was meteen goed voor een hattrick. Ook in de daaropvolgende match maakte Santini een hattrick, ditmaal tegen KV Oostende.

## Clubstatistieken
| Seizoen     | Club              | Competitie       | Competitie | Competitie | Competitie | Beker | Beker | Beker | Internationaal | Internationaal | Internationaal | Totaal | Totaal | Totaal |
| Seizoen     | Club              | Competitie       | Wed.       | Dlp.       | Ass.       | Wed.  | Dlp.  | Ass.  | Wed.           | Dlp.           | Ass.           | Wed.   | Dlp.   | Ass.   |
| ----------- | ----------------- | ---------------- | ---------- | ---------- | ---------- | ----- | ----- | ----- | -------------- | -------------- | -------------- | ------ | ------ | ------ |
| 2006/07     | Red Bull Salzburg | Bundesliga       | 0          | 0          | 0          | 1     | 0     | 0     | —              | —              | —              | 1      | 0      | 0      |
| Club Totaal | Club Totaal       | Club Totaal      | 0          | 0          | 0          | 1     | 0     | 0     | 0              | 0              | 0              | 1      | 0      | 0      |
| 2008/09     | FC Ingolstadt 04  | 2.Bundesliga     | 6          | 0          | 0          | 0     | 0     | 0     | —              | —              | —              | 6      | 0      | 0      |
| Club Totaal | Club Totaal       | Club Totaal      | 6          | 0          | 0          | 0     | 0     | 0     | 0              | 0              | 0              | 6      | 0      | 0      |
| 2009/10     | NK Zadar          | 1. HNL           | 19         | 6          | 0          | 0     | 0     | 0     | —              | —              | —              | 19     | 6      | 0      |
| 2010/11     | NK Zadar          | 1. HNL           | 29         | 10         | 1          | 0     | 0     | 0     | —              | —              | —              | 29     | 10     | 1      |
| 2011/12     | NK Zadar          | 1. HNL           | 16         | 10         | 0          | 0     | 0     | 0     | —              | —              | —              | 16     | 10     | 0      |
| Club Totaal | Club Totaal       | Club Totaal      | 64         | 26         | 1          | 0     | 0     | 0     | 0              | 0              | 0              | 64     | 26     | 1      |
| 2011/12     | → SC Freiburg     | Bundesliga       | 10         | 0          | 0          | 0     | 0     | 0     | —              | —              | —              | 10     | 0      | 0      |
| 2012/13     | → SC Freiburg     | Bundesliga       | 14         | 1          | 2          | 3     | 1     | 1     | —              | —              | —              | 17     | 2      | 3      |
| Club Totaal | Club Totaal       | Club Totaal      | 24         | 1          | 2          | 3     | 1     | 1     | 0              | 0              | 0              | 27     | 2      | 3      |
| 2013/14     | KV Kortrijk       | Eerste Klasse A  | 36         | 15         | 10         | 3     | 1     | 0     | —              | —              | —              | 39     | 16     | 10     |
| 2014/15     | KV Kortrijk       | Eerste Klasse A  | 33         | 15         | 4          | 2     | 1     | 0     | —              | —              | —              | 35     | 16     | 4      |
| Club Totaal | Club Totaal       | Club Totaal      | 69         | 30         | 14         | 5     | 2     | 0     | 0              | 0              | 0              | 74     | 32     | 14     |
| 2015/16     | Standard Luik     | Eerste Klasse A  | 27         | 11         | 0          | 5     | 1     | 1     | 4              | 1              | 0              | 36     | 13     | 1      |
| 2016/17     | Standard Luik     | Eerste Klasse A  | 1          | 1          | 0          | 1     | 1     | 0     | —              | —              | —              | 2      | 2      | 0      |
| Club Totaal | Club Totaal       | Club Totaal      | 28         | 12         | 0          | 6     | 2     | 1     | 4              | 1              | 0              | 38     | 15     | 1      |
| 2016/17     | SM Caen           | Ligue 1          | 34         | 15         | 2          | 2     | 1     | 0     | —              | —              | —              | 36     | 16     | 2      |
| 2017/18     | SM Caen           | Ligue 1          | 32         | 11         | 1          | 7     | 0     | 0     | —              | —              | —              | 39     | 11     | 1      |
| Club Totaal | Club Totaal       | Club Totaal      | 66         | 26         | 3          | 9     | 1     | 0     | 0              | 0              | 0              | 75     | 27     | 3      |
| 2018/19     | RSC Anderlecht    | Eerste Klasse A  | 34         | 16         | 1          | 1     | 0     | 0     | 4              | 0              | 0              | 39     | 16     | 1      |
| Club Totaal | Club Totaal       | Club Totaal      | 34         | 16         | 1          | 1     | 0     | 0     | 4              | 0              | 0              | 39     | 16     | 1      |
| 2019        | Jiangsu Suning FC | Super League     | 10         | 6          | 1          | 0     | 0     | 0     | —              | —              | —              | 10     | 6      | 1      |
| 2020        | Jiangsu Suning FC | Super League     | 20         | 6          | 1          | 1     | 1     | 0     | —              | —              | —              | 21     | 7      | 1      |
| Club Totaal | Club Totaal       | Club Totaal      | 30         | 12         | 2          | 1     | 1     | 0     | 0              | 0              | 0              | 31     | 13     | 2      |
| 2020/21     | NK Osijek         | 1. HNL           | 12         | 3          | 3          | 0     | 0     | 0     | —              | —              | —              | 12     | 3      | 3      |
| Club Totaal | Club Totaal       | Club Totaal      | 12         | 3          | 3          | 0     | 0     | 0     | 0              | 0              | 0              | 12     | 3      | 3      |
| 2021/22     | Al-Fateh          | Saudi Pro League | 23         | 6          | 3          | 0     | 0     | 0     | —              | —              | —              | 23     | 6      | 3      |
| Club Totaal | Club Totaal       | Club Totaal      | 23         | 6          | 3          | 0     | 0     | 0     | 0              | 0              | 0              | 23     | 6      | 3      |
| 2022/23     | FC Zürich         | Super League     | 11         | 0          | 0          | 2     | 0     | 0     | 5              | 2              | 0              | 18     | 2      | 0      |
| Club Totaal | Club Totaal       | Club Totaal      | 11         | 0          | 0          | 2     | 0     | 0     | 5              | 2              | 0              | 18     | 2      | 0      |
| TOTAAL      | TOTAAL            | TOTAAL           | 367        | 132        | 29         | 28    | 7     | 2     | 13             | 3              | 0              | 408    | 142    | 31     |

## Erelijst
Standard Luik
| Nationaal        |    |      |
| Beker van België | 1x | 2016 |